# The Enchanted Tower
The Enchanted Tower — це напівкооперативна дитяча гра авторів Інки та Маркуса Брандів. Гра призначена для двох-чотирьох гравців віком від п'яти років, а одна партія триває від 15 до 30 хвилин. Вона була випущена у 2012 році видавництвом Drei Magier Spiele і здобула престижну нагороду Kinderspiel des Jahres у 2013 році. 

## Тема та компоненти
В основі гри лежать перегони між персонажем Робіном та злим чарівником Рабенгорстом до вежі, де ув'язнена принцеса. Один гравець бере на себе роль чарівника, тоді як усі інші гравці спільно керують Робіном.
До комплекту гри, окрім інструкції, входять:
- велике квадратне ігрове поле, на якому зображені шляхи до вежі та є спеціальні отвори для схованок;
- маленьке ігрове поле для чарівника;
- фігурка принцеси;
- фігурка чарівника Рабенгорста;
- фігурка Робіна;
- вежа, що складається з двох частин;
- металевий ключ (та один запасний);
- 16 жетонів для накриття схованок;
- кубик із символами;
- кубик із числами.

## Ігровий процес
Перед початком гри збирається вежа, ігрове поле вкладається в коробку, а на нього розкладаються жетони схованок малюнком догори. Фігурку принцеси встановлюють у вежу та фіксують. Потім маленьке поле для чарівника прикладається до кута з дверима, а фігурка чарівника ставиться на стартову клітинку з зіркою. Робін, обидва кубики та ключ кладуться поруч з полем. Гравці вирішують, хто гратиме за чарівника; всі інші грають спільно за Робіна.
Гравець-чарівник ховає ключ під одним із 16 жетонів схованок, і лише він знає його місцезнаходження. Чарівник отримує кубик із символами, а команда Робіна — кубик із числами. Починаючи з гравця ліворуч від чарівника, команда Робіна по черзі кидає кубики. Гравець ставить фігурку Робіна на одну з чотирьох стартових клітинок, після чого кидає свій кубик одночасно з чарівником. Кубик із символами визначає, хто з персонажів ходить першим, а кубик із числами вказує, на скільки клітинок рухаються обидві фігурки. Чарівник починає свій шлях на маленькому ігровому полі, що дає Робіну невелику перевагу, проте чарівник знає, де захований ключ, тоді як Робін змушений його шукати.
Фігурки рухаються доріжками, перестрибуючи через фігурку суперника. Якщо гравець стає на жетон, під яким захований ключ, він притягується до магніту в основі фігурки, і його можна витягнути з отвору. Після цього отвір накривається перевернутим жетоном. Гравець, який знайшов ключ, може спробувати вставити його в один із шести замків на вежі. Якщо нічого не відбувається, пошук ключа починається знову: чарівник ховає його під іншим жетоном, а обидві фігурки повертаються на свої стартові позиції. Якщо ключ вставлено у правильний замок, принцеса вистрибує з вежі, і гра закінчується. Якщо принцесу звільнив чарівник, він перемагає. Якщо це зробив Робін, перемагає команда Робіна.

## Відгуки та нагороди
Гра The Enchanted Tower здобула нагороду Kinderspiel des Jahres у 2013 році, а наступного року стала дитячою грою року в Фінляндії (Vuoden Peli 2014). Також вона була номінована на численні інші нагороди. Журі премії Kinderspiel des Jahres описало гру так: «Командна робота та гарна пам'ять — ось що потрібно в цій чудово оформленій грі з магнітами».